# Нардо
Нардо (итал. Nardò) — коммуна в Италии, располагается в регионе Апулия, в провинции Лечче.
Население составляет 30807 человек (2008 г.), плотность населения составляет 162 чел./км². Занимает площадь 190 км². Почтовый индекс — 73048. Телефонный код — 0833.
Покровителем коммуны почитается святой Григорий, просветитель Армении, празднование 20 февраля.

## Демография
Динамика населения:

## Администрация коммуны
- Официальный сайт: http://www.comune.nardo.le.it/

## Палеоантропология
Два зуба из известняковой пещеры Гротта дель Кавалло, обнаруженные на полуострове Салентина в слое с орудиями культуры улуццо в 1964 году, датируются возрастом 43—45 тысяч лет.